# Західне Делі
Західне Делі (англ. West Delhi) — округ на заході Делі (Національної столичної території Делі). Округ переважно житловий, також тут знаходиться велике число торгових центрів, кілька відомих університетів та лікарень. З центром округ сполучає одна з ліній Делійського метро, приміські поїзди та автобуси.